# دومينغو إيبارا
دومينغو إيبارا هو محامي وسياسي أرجنتيني، ولد في 1 مارس 1958 في لوماس دي ثامورا في الأرجنتين. نشط حزبياً في Front for a Country in Solidarity ‏. وقد انتخب رئيس حكومة مدينة بوينس آيرس المستقلة ‏ (7 أغسطس 2000 – 7 مارس 2006).